# スラクル・スタジアム
スラクル・スタジアム(タイ語: สนามกีฬาสุระกุล、英: Surakul Stadium)は、タイ王国のプーケット県にある多目的スタジアムである。

## 概要
1959年に建設された。収容人数は15,000人。
主にサッカーの試合に用いられ、タイ・ディヴィジョン1リーグに所属するプーケットFCがホームスタジアムとして使用している。
また、2004年にはタイで開催された2004 FIFA U-19女子世界選手権の会場の一つとして、グループリーグで使用された。また、2008年には、2008 AFFスズキカップのグループリーグ会場の一つとして使用された。2009年にはキングスカップの会場として使用された。

## 交通アクセス
テーサバーンナコーン・プーケットの中心街からタクシーで約20分。